# Puga Cuo
Puga Cuo (kinesiska: 普嘎错) är en sjö i Kina. Den ligger i den autonoma regionen Tibet, i den sydvästra delen av landet, omkring 220 kilometer nordväst om regionhuvudstaden Lhasa. Puga Cuo ligger 4 792 meter över havet. Arean är 34 kvadratkilometer. Trakten runt Puga Cuo består i huvudsak av gräsmarker. Den sträcker sig 8,1 kilometer i nord-sydlig riktning, och 9,0 kilometer i öst-västlig riktning.
Genomsnittlig årsnederbörd är 486 millimeter. Den regnigaste månaden är juli, med i genomsnitt 162 mm nederbörd, och den torraste är december, med 4 mm nederbörd.